# Wilson Faumuina
Wilson Faumuina (11 giugno 1954 – 26 settembre 1986) è stato un giocatore di football americano samoano americano che ha militato nel ruolo di defensive lineman nella National Football League (NFL).

## Carriera
Al college Faumuina giocò a football alla San Jose State University. Fu scelto come ventesimo assoluto nel Draft NFL 1977 dagli Atlanta Falcons. Vi giocò per tutta la carriera fino al 1981, con un massimo di 3,5 sack nel 1977 e nel 1980. Scomparve nel 1986 all'età di 32 anni per un problema cardiaco.